# Bondsdagverkiezingen 2009

Deze partijen hebben in 2009 de meerderheid van de eerste stemmen in het betreffende kiesdistrict gewonnen (en daardoor het directmandaat van het district). In zwart en blauw CDU/CSU.

De Bondsdagverkiezingen van 2009 vonden plaats op 27 september 2009. Het waren de zeventiende Duitse federale verkiezingen voor de Bondsdag. Door de uitslag werd het mogelijk voor bondskanselier Angela Merkel, de voorzitster van de Christlich Demokratische Union Deutschlands (CDU), om haar toenmalige coalitiepartner, de sociaaldemocratische SPD, voor de liberale FDP te vervangen.

## Aan- en verloop
Merkel ging de verkiezingen als hoofd van een CDU/CSU-SPD-regering in, een "grote coalitie". Zij zelf gaf aan om het liefst met de FDP te willen regeren. Evenals de SPD sloot ze een hernieuwde grote coalitie niet uit. De SPD was voor een coalitie met de Groenen, maar het was onwaarschijnlijk dat een rood-groene coalitie voldoende stemmen zou krijgen. Andere mogelijke coalities werden door de partijen uitgesloten:
- De FDP wilde geen coalitie met de SPD en de Groenen ("Ampel").
- De Groenen wilden niet aan een coalitie met de CDU/CSU en de FDP meewerken ("schwarze Ampel", "Schwampel", "Jamaika").
- De SPD wilde geen coalitie met de Groenen en Die Linke vormen, ten minste niet vóór 2013. Vanwege de linkse politiek van Die Linke en haar verleden als DDR-staatspartij is dit een controversieel onderwerp in de SPD, die op deelstaatsniveau wél met Die Linke in coalities zit.

De verkiezingscampagne werd door de politieke commentatoren als saai beoordeeld. Merkel en haar SPD-tegenstander, minister van Buitenlandse Zaken Frank-Walter Steinmeier, kunnen goed met elkaar samenwerken. Nog twee dagen voor de verkiezingszondag trad Merkel op de G20-top harmonisch met SPD-minister Peer Steinbrück op.

Ter vergelijking de uitslag van 2005: in blauwkleuren CDU en CSU, in rood SPD. De zetels worden in Duitsland vooral via het systeem van evenredige vertegenwoordiging verdeeld, toch is het resultaat van de kiesdistricten zeer illustratief voor de verliezen van de SPD.

De uitslag is in bijna alle opzichten historisch:
- De CDU/CSU leed kleine verliezen en bereikte het - met uitzondering van 1949 - slechtste resultaat in haar geschiedenis. Dit is vooral te wijten aan de verliezen van de CDU.
- Nooit eerder in de geschiedenis van de Bondsdagverkiezingen had de SPD zo slecht gepresteerd. Ze verloor 11,2 procent van haar tweede stemmen; nooit eerder heeft een partij zo veel procentpunten verloren. Ze won kiesdistricten alleen in tien van de zestien deelstaten. In Berlijn, bekendstaande als SPD-bolwerk en waar ook nu een SPD-burgemeester (Klaus Wowereit) aan de macht is, gingen maar twee van de twaalf kiesdistricten naar de SPD. Vergelijkbaar slecht deed de SPD het in 1930.
- De drie kleinere partijen, die de kiesdrempel van vijf procent haalden, hebben allemaal het beste resultaat in hun geschiedenis gehaald: de FDP, Die Linke en de Groenen.
- Voor het eerst heeft Die Linke ook buiten Oost-Berlijn kiesdistricten gewonnen. In de Oost-Duitse deelstaten zijn alle Direktmandate of naar de CDU of naar Die Linke gegaan (met uitzondering van Brandenburg). In alle Oost-Duitse deelstaten heeft Die Linke ook meer tweede stemmen gekregen dan de SPD, in Berlijn hebben zij allebei 20,2 procent gekregen.
- Nooit eerder kwamen zo veel Überhangmandate tot stand (zie Duits kiessysteem): 21 voor de CDU, 3 voor de CSU. Het vorige record stond op 16 in 1994.
- De stemopkomst was met 70,8 procent de laagste ooit.

Onder de andere partijen (in totaal 7,2 procent, ook dit buitengewoon veel), die de kiesdrempel niet gehaald hebben, was de nieuwe Piratenpartei Deutschland de grootste met 2,0 procent.
Dankzij de winsten van de liberale FDP heeft de CDU/CSU-FDP-coalitie een kleine, maar duidelijke meerderheid in de Bondsdag, ook zonder Überhangmandate.
Het jaar 2009 was voor Duitsland een Superwahljahr. Dit betekent dat naast de Bondsdagverkiezingen ook veel andere verkiezingen plaatsvonden.

## Zetelverdeling
| Partij                                                                                     | %     | zetels | verschil | Hoofdkandidaat                                                  |
| ------------------------------------------------------------------------------------------ | ----- | ------ | -------- | --------------------------------------------------------------- |
| Christelijk Democratische Unie van Duitsland (Christlich Demokratische Union Deutschlands) | 27,3% | 194    | +14      | Kanselier Angela Merkel                                         |
| Sociaaldemocratische Partij van Duitsland (Sozialdemokratische Partei Deutschlands)        | 23,0% | 146    | -76      | Minister van BuZa Frank-Walter Steinmeier                       |
| Vrije Democratische Partij (Freie Demokratische Partei)                                    | 14,6% | 93     | +32      | Partij- en fractievoorzitter Guido Westerwelle                  |
| Die Linke (Die Linke)                                                                      | 11,9% | 76     | +22      | Fractievoorzitters Gregor Gysi en Oskar Lafontaine              |
| Bündnis 90/Die Grünen (Bündnis 90/Die Grünen)                                              | 10,7% | 68     | +17      | Renate Künast en Jürgen Trittin                                 |
| Christelijk-Sociale Unie (Christlich-Soziale Union)                                        | 6,5%  | 45     | -1       | Peter Ramsauer, voorzitter van de CSU'ers in de CDU/CSU-fractie |
| Overigen                                                                                   | 7,2%  | 0      |          |                                                                 |
| Totaal                                                                                     | 100%  | 622    | +8       |                                                                 |

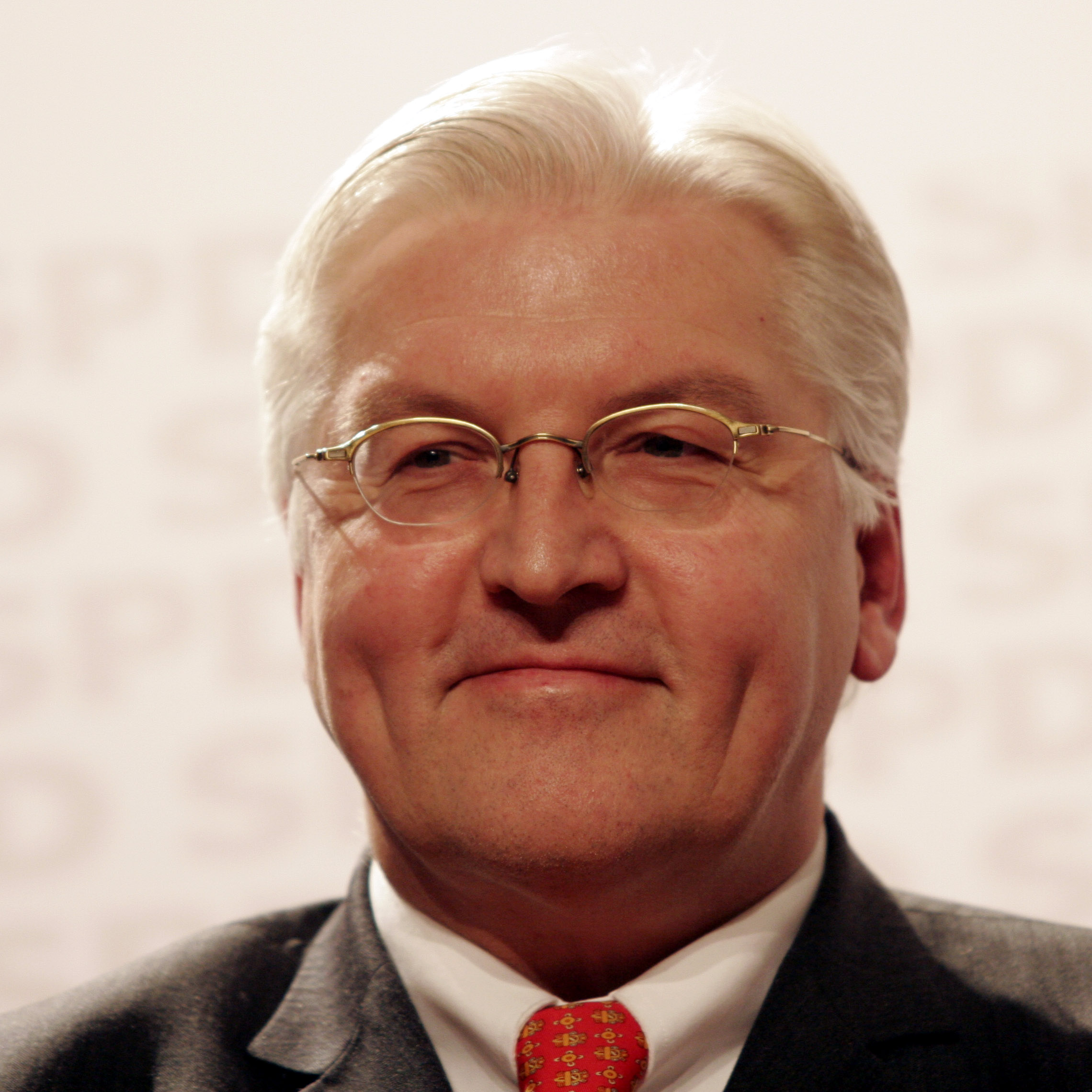
Frank-Walter Steinmeier

## Gevolgen

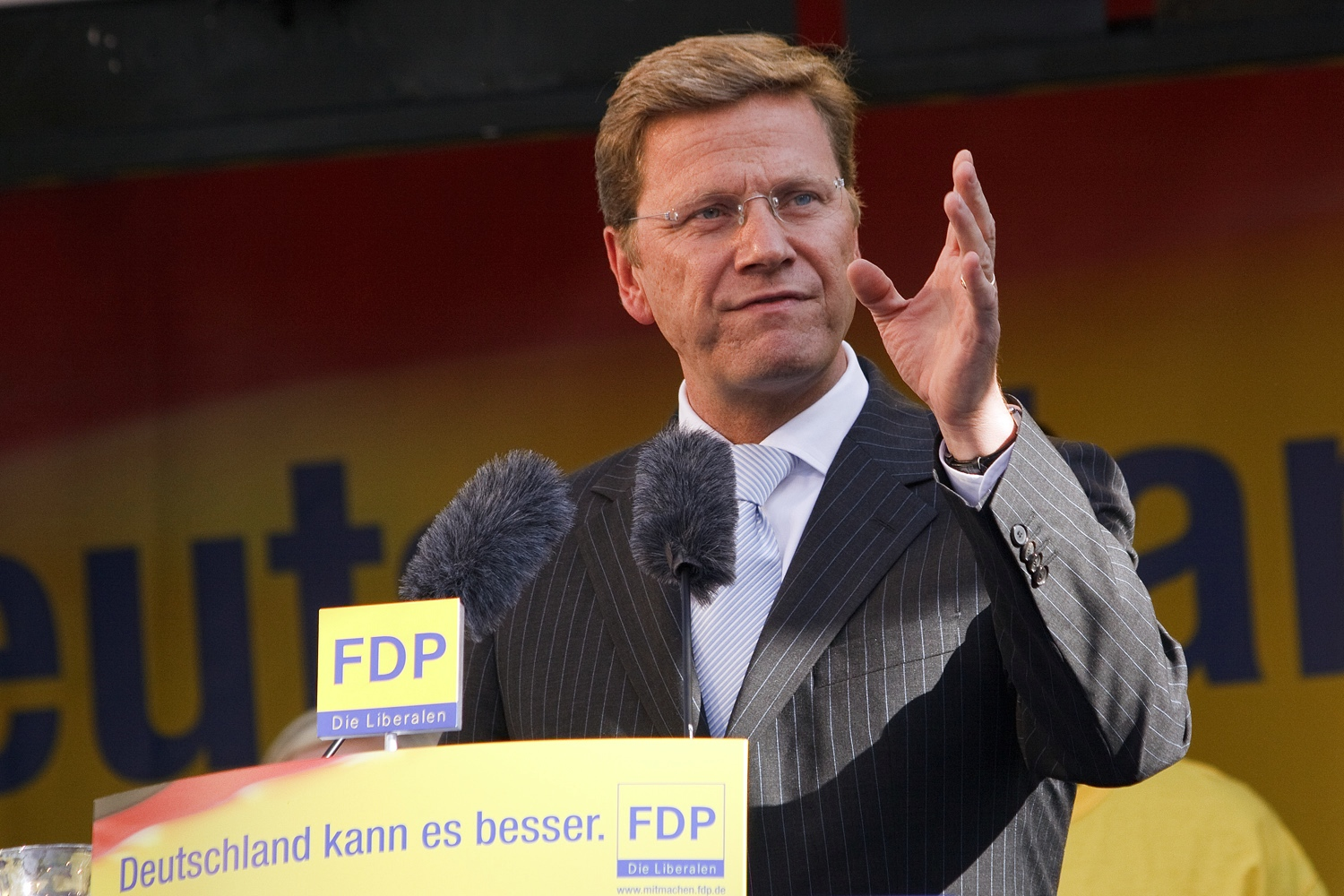
FDP-voorzitter Guido Westerwelle in de verkiezingscampagne; in oktober 2009 werd hij minister van Buitenlandse Zaken en plaatsvervanger van de bondskanselier.

De voorzitters van CDU en FDP, respectievelijk Merkel en Westerwelle, hadden aangekondigd dat ze samen een coalitie wilden vormen. Na tamelijk korte tijd kon op 23 oktober het nieuwe kabinet worden voorgesteld. De beëdiging van het tweede kabinet Merkel vond plaats op 28 oktober. De belangrijkste ministerpost, Buitenlandse Zaken, en de functie van plaatsvervangend kanselier gingen naar Guido Westerwelle. Na elf jaar in de oppositie, vanaf 1998, kwam de FDP weer in de regering, en weer in een coalitie met de christendemocraten.
SPD-kanselierskandidaat Steinmeier werd tot fractievoorzitter gekozen. Partijvoorzitter Franz Müntefering stelde zich niet meer kandidaat voor het voorzitterschap. Op het partijcongres in november werd Sigmar Gabriel, in het eerste kabinet Merkel minister van milieu, de nieuwe voorzitter. Vooral binnen de SPD heeft het slechte verkiezingsresultaat tot discussies geleid, maar ook in de CDU/CSU.